# Lepiężnik japoński
Lepiężnik japoński (Petasites japonicus) – gatunek byliny z rodziny astrowatych. Pochodzi z Chin, Japonii, Wysp Kurylskich i Sachalinu.

## Morfologia
PokrójDorasta do ok. 1 metra.
KwiatyKwiaty różowe lub białe o silnym, aromatycznym i słodkim zapachu. Kwitnie od marca do kwietnia.

## Zmienność
Występuje jeden podgatunek o dużych rozmiarach - Petasites japonicus (Siebold & Zucc.) Maxim. subsp. giganteus (F. Schmidt ex Trautv.) Kitam.. 

## Zastosowanie

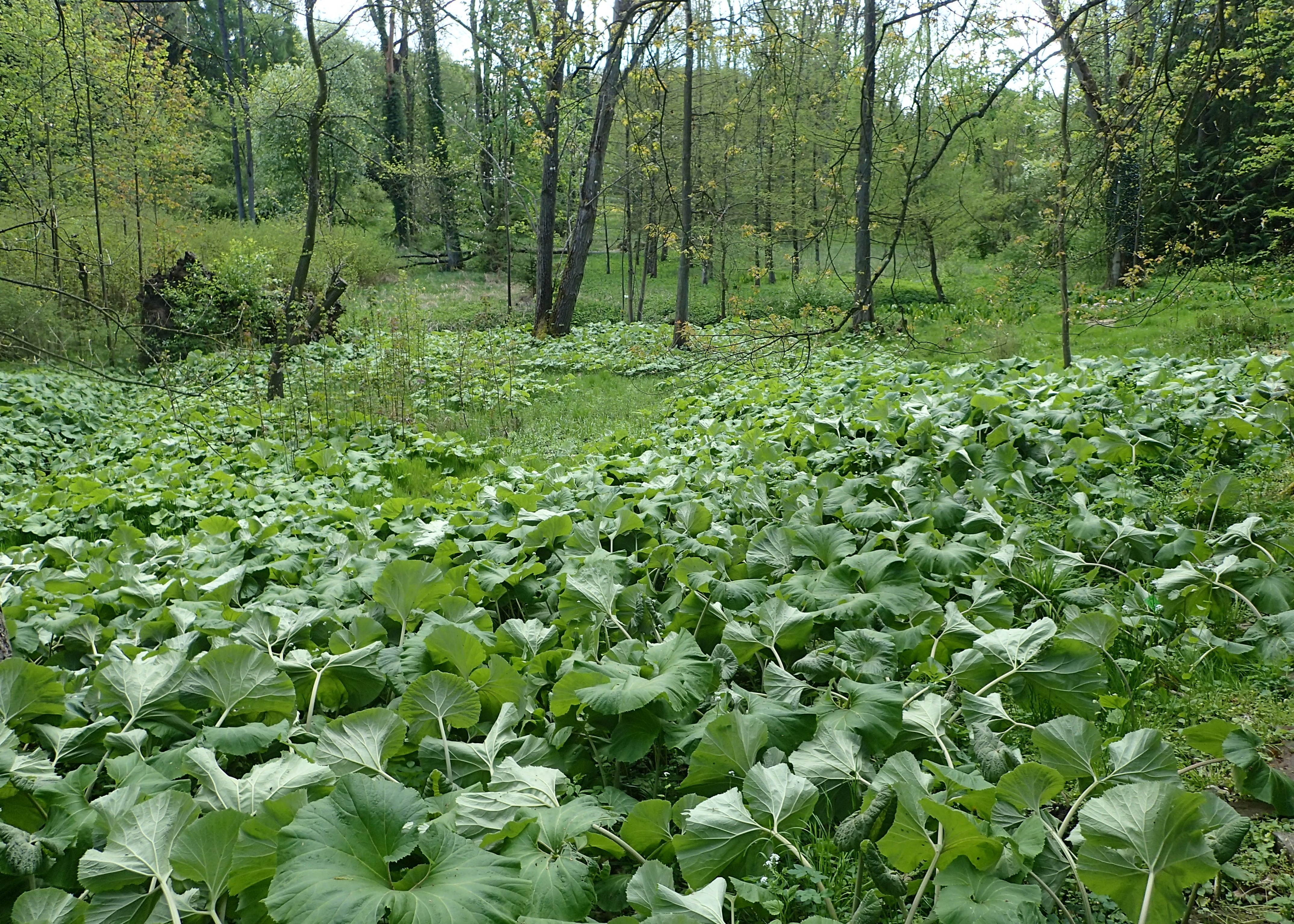
Lepiężnik japoński w arboretum w Przelewicach

Jest uprawiany w parkach jako roślina ozdobna rosnąca pod okapem drzew.
Używany jest też w kuchni japońskiej – ogonki liściowe spożywane są podobnie jak rabarbar, przy czym jego spożycie jest ograniczane w związku z odkryciem właściwości karcynogennych.